# آلیسون پونسون
آلیسون پونسون (انگلیسی: Allyson Ponson؛ زادهٔ ۴ دسامبر ۱۹۹۵) ورزشکار ورزش شنا اهل پادشاهی هلند است.